# 菅沼定仍
菅沼 定仍（すがぬま さだより）は、戦国時代から江戸時代前期の武将、大名。上野阿保藩主、伊勢長島藩の初代藩主。

## 生涯
天正4年（1576年）、菅沼定盈の次男として三河野田で生まれる。父の隠居で家督を継いだ。慶長5年（1600年）の関ヶ原の戦いでは駿河興国寺城や駿府城、美濃岐阜城の守備を担当し、その功績により慶長6年（1601年）6月、1万石加増の2万石で伊勢長島藩主として移封された。
しかし生来から病弱の上、父や正室に先立たれるという不幸も追い討ちをかけた。このために重病に倒れて療養していた最中の慶長10年（1605年）10月25日、京都で死去した。享年30。継嗣が無かったため、弟の定芳が養子として跡を継いだ。